# Argetoaia (gmina)
Argetoaia – gmina w Rumunii, w okręgu Dolj. Obejmuje miejscowości Argetoaia, Băranu, Berbeșu, Iordăchești, Leordoasa, Malumnic, Novac, Piria, Poiana Fântânii, Salcia, Teascu din Deal i Ursoaia. W 2011 roku liczyła 4382 mieszkańców.